# John Tobias

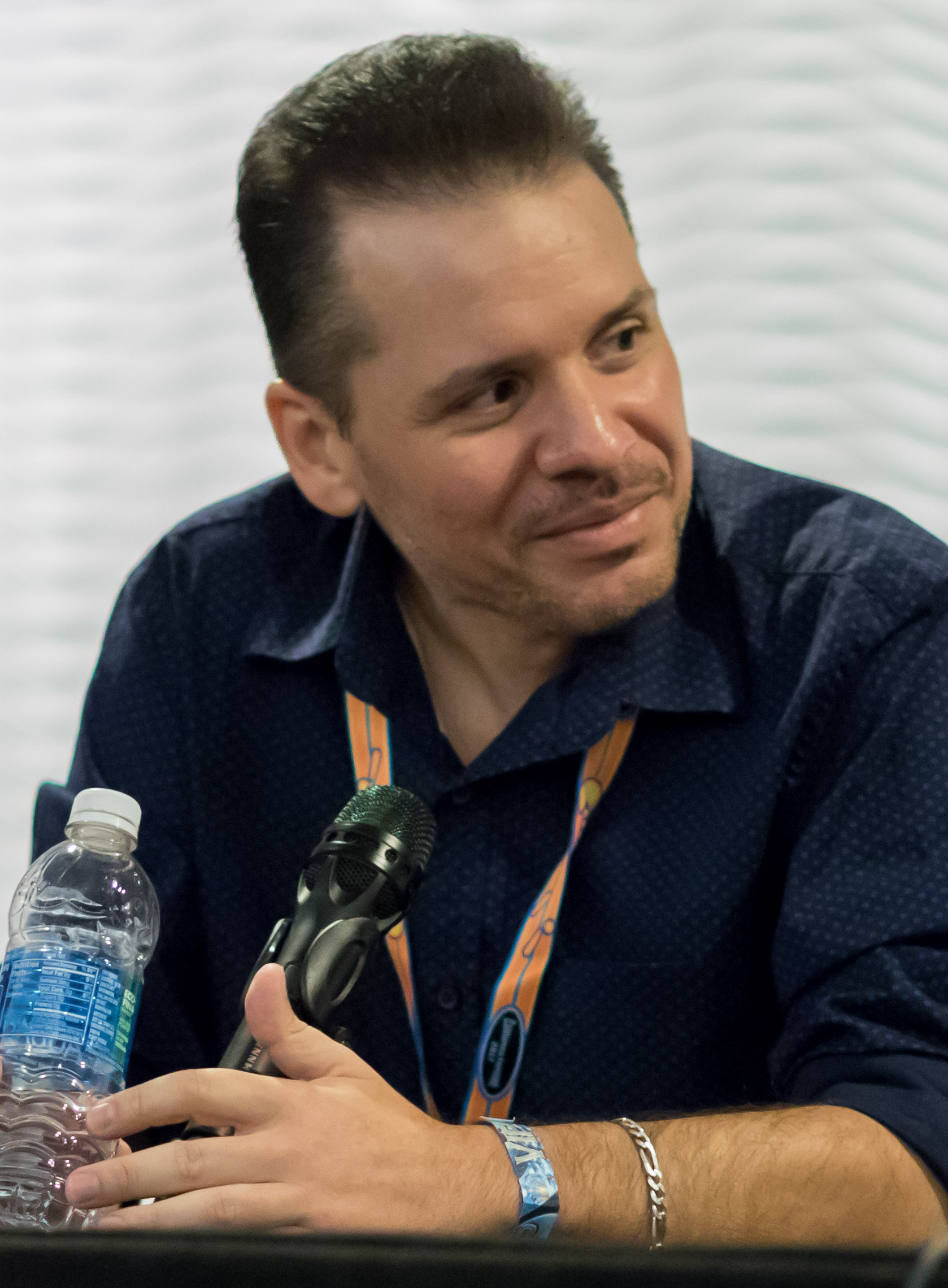
John Tobias, 2017

John Tobias (* 24. August 1969 in Chicago) ist ein US-amerikanischer ehemaliger Videospiel-Designer. Er arbeitete früher für Midway Games und ist Mitbegründer der Videospielreihe Mortal-Kombat.

## Leben
Tobias hat vor seiner Midway-Karriere für die Comicreihe The Real Ghostbusters gezeichnet. Für Mortal Kombat entwarf er einige der Kämpfer als auch die Handlung. Nach dem Erfolg von Mortal Kombat verließ John Tobias 1999 bei der Produktion von Mortal Kombat: Special Forces Spiel das Midway-Team. Er gründete darauf Studio Gigante und entwickelte sein eigenes Videospiel namens Tao Feng: Fist of the Lotus und später WWE Wrestlemania 21. Nach dem Niedergang Studio Gigantes, verschwand John Tobias aus der Videospielszene.
Obwohl er einer der Schöpfer ist, wurde John Tobias nie als solcher in der Mortal-Kombat-Serie erwähnt.
Einzig der Character des ehemaligen SubZero (bekannt als „Noob Saibot“) verweist auf John Tobias, da „Noob Saibot“ rückwärts geschrieben die Namen seiner Schöpfer Ed Boon und John Tobias ergibt.
Für das Comic zu Mortal Kombat Vs. DC Universe wird John Tobias die Illustrationen übernehmen.